# 高原狂蛛
高原狂蛛（学名：Zelotes altissimus）为平腹蛛科狂蛛属的动物。在中国大陆，分布于新疆等地，一般生活于林间草丛 石隙间。该物种的模式产地在新疆。